# بلوكفورر

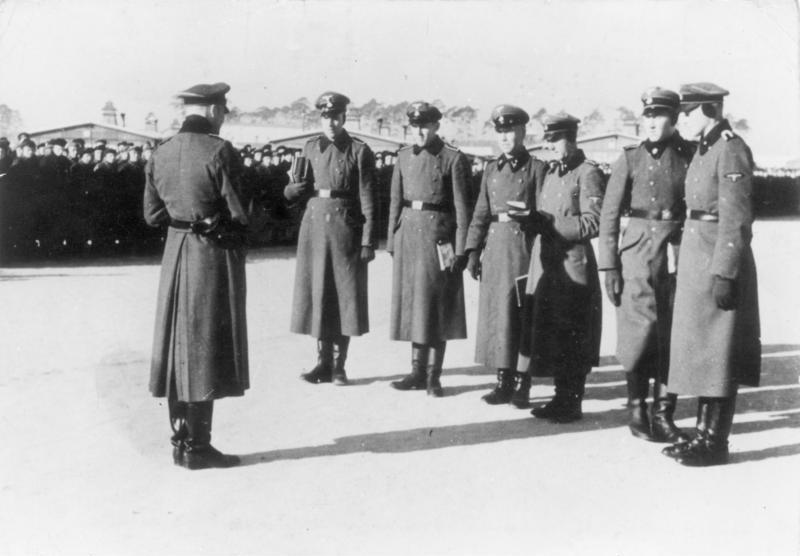

Blockführer (Block Leader) هو لقب شبه عسكري لشوتزشتافل، خاصة بـتوتنكوبف-إس إس (خدمة معسكرات الاعتقال). كان SS-Blockführer مسؤولاً عادة عن ثكنات سجناء تراوحت بين مائتي وثلاثمائة سجين في معسكرات الاعتقال؛ في المخيمات الكبيرة، يمكن أن يصل هذا العدد إلى 1000. كان Blockführer مسؤولاً عن الحضور اليومي والإشراف على تفاصيل العمل اليومية وتوزيع الحصص على السجناء. ساعده العديد من أمناء الأسرى المعروفين باسم كابو. كان يشغل منصب Blockführer عادة من قبل جندي من إس إس يحمل رتبة أونترشارفورر أو ضابط صف برتبة Scharführer.
في معسكرات الموت النازية، قام بلوكفهرر بمهمة قتل السجناء باستخدام زيكلون ب.